# Fannia (Gattin des Helvidius Priscus)
Fannia war eine im 1. und frühen 2. Jahrhundert lebende Angehörige des römischen plebejischen Geschlechts der Fannier und die zweite Gemahlin des stoischen Philosophen und Politikers Gaius Helvidius Priscus.
Die gebildete und kultivierte Fannia war die Tochter der jüngeren Arria und des Publius Clodius Thrasea Paetus, der zu den Anführern der stoisch-republikanischen Senatsopposition gegen Kaiser Nero zählte. Ihre Hochzeit mit Helvidius Priscus, durch die sie Stiefmutter von dessen gleichnamigem Sohn aus erster Ehe wurde, fand einige Zeit vor dem Jahr 56 n. Chr. statt, in dem ihr Gatte als Volkstribun amtierte.
Wie ihre Eltern und Großeltern sowie ihr Gatte hing Fannia dem Stoizismus an. 66 n. Chr. wurde ihr Vater Thrasea Paetus wegen seiner oppositionellen Haltung gegen Nero angeklagt und zum Tode verurteilt. Weil Helvidius Priscus für seinen Schwiegervater eingetreten war, musste er sich ins Exil nach Apollonia begeben, wohin Fannia ihn freiwillig begleitete. Zwei Jahre später durfte das Ehepaar, nachdem Helvidius Priscus vom neuen Kaiser Galba rehabilitiert worden war, wieder in Rom leben. Letztlich setzte sich aber im Machtkampf um den Kaiserthron 69 n. Chr. Vespasian durch, gegenüber dem sich Helvidius Priscus beleidigend benahm, weshalb er zum zweiten Mal in die Verbannung gehen musste. Erneut folgte Fannia ihrem Gemahl ins Exil; dieser wurde aber bald darauf (um 75 n. Chr.) im Auftrag Vespasians getötet. Nach dem Tod Vespasians konnte Fannia nach Rom zurückkehren.
Fannia wies Herennius Senecio an, das Leben ihres Ehemanns in Form eines Enkomions niederzuschreiben, wofür sie auch private Unterlagen zur Verfügung stellte. Deshalb wurde ihr unter Kaiser Domitian 93 n. Chr. der Prozess gemacht. Sie bestätigte Senecios Aussage, die Auftraggeberin des Werks gewesen zu sein, und verneinte die Frage, ob ihre Mutter darüber Bescheid gewusst habe. Dennoch wurden beide Frauen verbannt. Fannias Güter wurden beschlagnahmt, aber es gelang ihr, ein Exemplar der Biographie ihres Gatten ins Exil mitzunehmen, obwohl alle Ausfertigungen des Werks vernichtet werden sollten. 
Auf Domitians Befehl wurde 93 n. Chr. auch Fannias Stiefsohn, der mit Anteia verheiratete jüngere Helvidius Priscus, beseitigt. Nach der Ermordung des Kaisers (96 n. Chr.) begaben sich Fannia und Arria wieder nach Rom. Sie unterstützten den mit ihrer Familie befreundeten jüngeren Plinius bei seinen vergeblichen Bemühungen, den Tod des jüngeren Helvidius Priscus auf juristischem Weg zu rächen.
Im Jahr 107 pflegte Fannia eine Verwandte, die Vestalin Iunia, und erkrankte daraufhin schwer; möglicherweise starb sie damals an den Folgen dieser Krankheit.